# Megadolomedes nord
Espèce
Megadolomedes nord est une espèce d'araignées aranéomorphes de la famille des Dolomedidae.

## Distribution
Cette espèce est endémique du Queensland en Australie. Elle se rencontre dans les monts Iron.

## Description
La femelle holotype mesure 19,2 mm.

## Systématique et taxinomie
Cette espèce a été décrite Raven et Hebron en 2018.

## Publication originale
- Raven & Hebron, 2018 : « A review of the water spider family Pisauridae in Australia and New Caledonia with descriptions of four new genera and 23 new species. » Memoirs of the Queensland Museum, Nature, vol. 60, p. 233-381 (texte intégral).